# Izumi Shikibu
En aquest nom japonès, el cognom és Izumi.
Izumi Shikibu (和泉式部) fou una poeta japonesa de yamato-uta que visqué a mitjan període Heian. És membre del Chûko Sanjûrokkasen i del Nyōbō Sanjūrokkasen. Era coetània de Murasaki Shikibu i Akazome Emon.

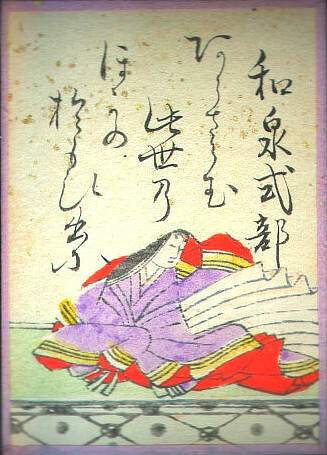
Izumi Shikibu en el Hyakunin Isshu

Era filla d'Ôi no Masamune, governador d'Echizen. La seva mare era filla de Taira no Yasuhira, governador d'Etchu. Als 20 anys es casà amb Tachibana no Michisada, després governador d'Izumi. El seu nom, igual que per a les dones del període Heian, és un compost d'"Izumi" del nom de la província que tenia a càrrec el seu espòs i la designació oficial de son pare com a mestre de cerimònia o shikibu (式部). La seua filla Koshikibu no Naishi fou també una coneguda poeta. Izumi Shikibu acompanyà Michisada a la província per un temps, però s'avorrí de l'estil de vida i tornà a la capital.
Abans de casar-se amb Michisada, es va pensar que estava amistançada (algunes fonts diuen com a esposa) d'un home anomenat Omotomaru de la cort de l'emperadriu Shoko. Quan es casà amb Michisada, s'enamorà del tercer fill de l'emperador Reizei, el príncep Tametaka i van tenir un enamoriscament públic: per l'escàndol resultant es divorcià del seu espòs i son pare la desheretà. El príncep Tametaka va morir el 1002 per conseqüència d'una plaga, i això donà un tint místic a aquest escàndol.
Després es relacionà amb el príncep Atsumichi, mig germà del príncep Tametaka. El primer any de la seua relació, el descrigué en la seua novel·la semiautobiogràfica Izumi Shikibu Nikki (和泉式部日記). Com en la majoria dels diaris d'aquesta època, la narració es feia en tercera persona i amb algunes escenes fictícies. Es creu que el motiu d'Izumi per escriure aquest diari era explicar el seu amor cap a certs cortesans. Igual que amb el príncep Tametaka, la seua relació no fou secreta i l'esposa del príncep Atsumichi abandonà amb enuig la seua llar. Izumi es mudà a la residència del príncep Atsumichi i tots dos tingueren una relació pública fins a la mort del príncep al 1007, a l'edat de 27 anys.
Al 1008, assistí a la cort de Fujiwara no Shoshi, filla de Fujiwara no Michinaga i de l'emperadriu Ichijō. Escrigué en aquest període Izumi Shikibu Nikki, juntament amb la majoria de les seues obres importants reunides en l'Izumi Shikibu Shū (和泉式部集) i en antologies imperials. Per la seua vida apassionada Michinaga li donà el sobrenom de La Dama Flotant. De fet, la seua poesia està caracteritzada per una passió desbordant. El seu estil és totalment oposat al d'Akazome Emon, tot i que ambdues estaven en la mateixa cort i eren amigues íntimes. En la cort tingué rivalitat amb Murasaki Shikibu, que tenia un estil poètic semblant. La poesia emocional d'Izumi Shikibu va guanyar l'admiració de molts en la cort, incloent Fujiwara no Kintō.
Estant en la cort, es casà amb Fujiwara no Yasumasa, un comandant sota les ordres de Michinaga i famós per la seua valentia, i deixà la cort per acompanyar-lo a la província de Tango. Es creu que visqué molt de temps, però es desconeix quan va morir. La seua darrera correspondència imperial fou del 1033.